# Коропуна
Невадо-Коропуна (ісп. Nevado Coropuna) — найвищий вулкан в Перу, висотою 6377 м (деякі джерела вказують висоту 6425 м). Розташований за 150 км на північний схід від міста Арекіпа, другого за населенням міста Перу.
Являє собою масивний комплекс стратовулканів з плато на вершині розміром близько 12×20 км, з шістьми окремими вершинами, що піднімаються над ним. Головна вершина знаходиться на північному заході плато, хоча південно-західна вершина може бути навіть вищою, залежно від шару снігу. Постійний сніговий шар вкриває площу близько 130 км², спускаючись до висоти 5300 м на півночі та 4800 м на півдні. Вертикальний рельєф південної вершини перевищує 4000 м на відстані до 15 км.
Назва Coropuna означає «храм плато» мовою кечуа. Залишки одягу інків були знайдені на висоті до 6000 м, вказуючи на сходження в доколумбові часи.